# Оуян Шань
Оуян Шань (*欧阳山, 11 грудня 1908 —26 вересня 2004) — китайський письменник та поет, журналіст й громадський діяч часів Китайської республіки та Китайської народної республіки.

## Життєпис
Походив з дуже бідної селянської родини Ян. При народженні отримав ім'я Фенці. Через бідність батьків був в дитинстві проданий в чужу родину. У 1922–1926 роках навчався в середній школі при Гуандунському педагогічному університеті. У 1927 році був вільним слухачем при Чжуншаньському університеті (м.Гуанчжоу), зокрема, слухав лекції Лу Сіня. В ці роки Оуян Шань активно брав участь у революційному і страйковому русі. На цей період приходяться перші літературні спроби Оуян Шаня.
У 1926 році Оуян Шань став одним з організаторів Гуанчжоуського літературного товариства, пізніше за участі Лу Сіня перетвореного на Південнокитайське літературне товариство. Того ж року призначається на посаду головного редактора журналу «Гуанчжоу веньсюе».
У 1928 році через загрозу арешту Оуян Шань переїхав до Шанхаю, де основну увагу став приділяти літературі. У 1932 році відправився до Гуанчжоу, де організував Спілку пролетарських письменників і очолив журнал «Гуанчжоу веньї». У 1933 році він повернувся до Шанхаю, де вступив до Ліги лівих письменників, ставши одним з її керівників у сфері пропаганди.
Після початку війни з Японією до 1940 року Оуян Шань активно займався патріотичною роботою і літературною діяльністю в тилових районах — Гуанчжоу, Чанша, Чунцін. У 1940 році письменник вступив до Комуністичної партії Китаю, а у 1941 році перебрався до Яньаня.
Після утворення КНР Оуян Шань очолив Загальнокитайську асоціацію робітників літератури та мистецтва провінції Гуандун, став головним редактором журналу «Цзопінь», займав інші партійні та державні посади.
У роки «культурної революції» Оуян Шань було відправлений на «трудове перевиховання» в «школу кадрів». Після реабілітації письменник повернувся до активної творчої та громадської діяльності. З 1979 до 1985 року обіймав посаду був заступника голови Спілки китайських письменників. Помер у 2000 році в м. Гуанчжоу.

## Творчість
Перше оповідання Оуян Шаню «Та ніч» було опубліковане у 1924 році в Шанхаї, перша поетична збірка «Могильна пісня» вийшла 1926 року у Гонконзі, перший роман — «Троянди зів'яли» — 1927 року в Шанхаї.
У 1928–1937 роках Оуян Шань опублікував 6 романів, 2 повісті, 11 збірок оповідань й есе. Серед них повість «Одноокий тигр» 1933 року була написана на діалекті юе. Звичайна тема його творів 1920-х років — це катастрофа любові молодих інтелігентів на тлі пошуку ними свого місця в несправедливому суспільстві. У 1930-х роках увага письменника сфокусувалася на житті простого народу.
У другій половині 1930-х років спробував свої сили в драматургії, створивши п'єсу «Вороги» (1938 рік). Помітний вплив на подальшу творчість Оуян Шаню надали установки наради з питань літератури і мистецтва, скликаного Мао Цзедуном в Яньані у травні 1942 року. Це проявилося у застосуванні класового підходу при створенні романів та оповідань.
Найбільшу популярність період після завершення війни з Японією отримав його роман «Гао Гань-да» (1947 рік), дія якого розгортається в 1941–1943 роках у Визволеному районі Шеньсі-Ганьсу-Нінся.
У 1959 розпочав пенталогію «Герої своєї епохи» (романи «Провулок Трьох родин», «Важка боротьба», «Промінь надії», «Святиня», «Вічна весна»), який було завершено у 1985 році. В даному романі письменник на прикладі декількох родин, що живуть по сусідству, дає зріз китайського товариства 1920-х років і простежує зародження револійного руху в Гуанчжоу.